# (15106) Swanson
(15106) Swanson (2000 CA45) – planetoida z pasa głównego asteroid okrążająca Słońce w ciągu 4,22 lat w średniej odległości 2,61 j.a. Odkryta 2 lutego 2000 roku.